# 大高雄建設論與市的現勢
《大高雄建設論與市的現勢》是日治時期台灣所發行的一部論文集，收錄官方舉辦的大高雄都市計畫論文競賽中所入選的六篇文章，並且附文描述高雄市在當時的發展情形。
該論文集出版於1936年，由位於東京市小石川區表町的力行堂印刷所印製；並由高雄市鹽埕町的南海時報社高雄支局出版，編輯者為片山清夫。在此文集最前，有高雄市尹松尾繁治作序。

## 入選者
- 壹等入選者：岡山登喜正（嘉義市山下町）
- 貳等入選者：陳高昂（臺南市入船町）
- 貳等入選者：山田彥一（高雄市入船町）
- 參等入選者：鵜殿基（嘉義市山下町）
- 參等入選者：八反田盛吉（新化郡役所）
- 參等入選者：松田武男（高雄市港町）

## 正文概要
正文前三百多頁，是收錄六篇入選論文。各入選者除了在論文中提供關於道路、公園與廣場配置等構想，也對於港灣、交通、衛生、教育、社會、產業、經濟、住宅、財政等項目作細節上的規劃。其中壹等入選者岡山登喜正在其論文最前提到，高雄市是當時日本帝國南進政策的策源地。
正文後段的數十頁為〈高雄市的現勢〉（高雄市の現勢），記錄了當時高雄市的歷史與地名由來、地理與氣候、行政區劃的沿革與土地使用狀況、戶口及人口、史蹟名勝、市政機關、財政、社寺宗教、教育、社會、兵源狀況、產業、貿易、衛生、給水、土木、消防與警備、交通等當時情況。

## 外部連結
- 大高雄建設論と市の現勢[永久]. 國立台中圖書館.